# (38685) 2000 QP9
2000 QP9 (asteroide 38685) é um asteroide da cintura principal. Possui uma excentricidade de 0.13759700 e uma inclinação de 10.72763º.
Este asteroide foi descoberto no dia 26 de agosto de 2000 por Peter Kušnirák e Petr Pravec em Ondřejov.